# معركة نهاوند
معركة نهاوند من المعارك الفاصلة في الفتح الإسلامي لفارس. وقعت في خلافة عمر بن الخطاب، سنة 21 هـ (642 م) وقيل سنة 18 أو 19 هـ قرب بلدة نهاوند في فارس، وانتصر فيها المسلمون انتصارًا كبيرًا بقيادة النعمان بن مقرن على الفرس الساسانيين، إلا أن النعمان قُتل في المعركة. بانتصار المسلمين انتهى حكم الدولة الساسانية في إيران، بعد أن دام حكمها 416 عاما.

## المعركة
عن السائب بن الأقرع قال: زحف للمسلمين زحفا لم يُرَ مثله قط، رجف له أهل ماه وأصبهان وهمذان والري وقومس ونهاوند وأذريبجان، قال: فبلغ ذلك عمر، فشاور المسلمين.
فقال علي: أنت أفضلنا رأيًا وأعلمنا بأهلك. فقال: لأستعملن على الناس رجلاً يكون لأول أسنّة يلقاها، -أي أول من يتلقى الرماح بصدره، كناية عن شجاعته -ياسائب اذهب بكتابي هذا إلى النعمان بن مُقرِّن، فليسر بثلثي أهل الكوفة، وليبعث إلى أهل البصرة، وأنت على ما أصابوا من غنيمة، فإن قُتل النعمان فحذيفة الأمير، فإن قُتل حذيفة فجرير بن عبد الله، فإن قُتل ذلك الجيش فلا أراك.
لما انتصر المسلمون في القادسية على الفرس، كاتب «يزدجرد» أهل الباب والسند وحلوان ليجتمعوا فيوجهوا ضربة حاسمة للمسلمين، فتكاتبوا واجتمعوا في نهاوند.
وأرسل سعد بن أبي وقاص إلى عمر: (بلغ الفرس خمسين ومائة ألف مقاتل، فإن جاؤونا قبل أن نبادرهم الشدة ازدادوا جرأة وقوة، وإن نحن عاجلناهم كان لنا ذلك).
وأرسل عمر إلى سعد محمد بن مسلمة ليخبره أن يستعد الناس لملاقاة الفرس، فغادر سعد الكوفة إلى المدينة ليخبر عمر بخطورة الموقف شفاهة، فجمع عمر المسلمين في المدينة، وخطب فيهم وشرح لهم خطورة الوضع، واستشارهم، وأشاروا عليه أن يقيم هو بالمدينة، وأن يكتب إلى أهل الكوفة فليخرج ثلثاهم لمساعدة الجيش الإسلامي وأهل البصرة بمن عندهم. ثم قال عمر: أشيروا عليّ برجل يكون أوليه ذلك الثغر غدًا، فقالوا: أنت أفضل رأيًا وأحسن مقدرة، فقال: أما والله لأولين أمرهم رجلًا ليكونن أول الأسنة – أي: أول من يقابل الرماح بوجهه – إذا لقيها غدًا، فقيل: من يا أمير المؤمنين؟ فقال: النعمان بن مقرن المزني، فقالوا: هو لها.
ودخل عمر المسجد ورأى النعمان يصلي، فلما قضى صلاته بادره عمر: لقد انتدبتك لعمل، فقال: إن يكن جباية للضرائب فلا، وإن يكن جهادًا في سبيل الله فنعم. وانطلق النعمان عام (21) للهجرة يقود الجيش، وبرفقته بعض الصحابة الكرام.
وطرح الفرس حسك الحديد – مثل الشوك يكون من الحديد – حول مدينة نهاوند، فبعث النعمان عيونًا فساروا لا يعلمون بالحسك، فزجر بعضهم فرسه فدخلت في يده حسكة، فلم يبرح الفرس مكانه، فنزل صاحبه ونظر في يده فإذا في حافره حسكة، فعاد وأخبر النعمان بالخبر، فاستشار جيشه فقال: ما ترون؟ فقالوا: انتقل من منزلك هذا حتى يروا أنك هارب منهم، فيخرجوا في طلبك، فانتقل النعمان من منزله ذلك، وكنست الأعاجم الحسك فخرجوا في طلبه، فرجع النعمان ومن معه عليهم، وقد عبأ الكتائب ونظم جيشه وعدده ثلاثون ألفًا، وجعل على مقدمة الجيش نعيم بن مقرن، وعلى المجنبتين: حذيفة بن اليمان وسويد بن مقرن، وعلى المجردة القعقاع بن عمرو، وعلى الساقة مجاشع بن مسعود، ونظم الفرس قواتهم تحت إمرة (الفيرزان)، وعلى مجنبتيه (الزردق) و (بهمن جاذويه) الذي ترك مكانه لـ (ذي الحاجب).
اجتمع المسلمون حول نهاوند، واجتمع الفرس فيها وأميرهم «الفيرزان». أرسل أحد قواد الفرس واسمه «بندار» إلى جيش المسلمين: أن أرسلوا إلينا رجلًا نكلمه، فذهب إليهم داهية المسلمين «المغيرة بن شعبة» بمنظر رهيب وشعر مسترسل طويل، فلما وصل إليهم استشار «بندار» أصحابه بأي هيئة نأذن له؟ هل بشاراتنا وملكنا وفخامتنا؟ حتى نرهبهم بقوة ملكنا أم بالتقشف حتى يزهدوا بنا ولا يطمعوا في ملكنا؟ فأشاروا عليه: بل بأفضل ما يكون من الشارة والعدة، فتهيؤوا له بأفخر الأثاث والثياب.
دخل المغيرة، فقرّبوا إلى جسمه ووجهه الحراب والنيازك يلتمع منها البصر وجند «بندار» حوله، كي يزيدوا المنظر رهبة، أما «بندار» فعلى سرير من الذهب وعلى رأسه تاج نفيس.
قال المغيرة: فمضيت فصاروا يدفعونني ويزجرونني. فقلت: الرسل لا يُفعل بهم هذا. فقالوا: إنما أنت كلب. يقول المغيرة: فقلت: لأنا أشرف في قومي من هذا في قومه - وأشار إلى بندار -.
فانتهره الجند وقالوا: اجلس. فجلس فتكلم «بندار» وتُرجم للمغيرة، ومما قاله: إنكم معشر العرب أبعد الناس من كل خير، وأطول الناس جوعًا، وأشقى الناس شقاءً، وأقذر الناس قذرًا، وأبعدهم دارًا، وما منعني أن آمر هؤلاء الأساورة حولي أن ينتظموكم بالنشّاب إلا تنجُّسًا لجيفكم. فإنكم أرجاس، فإن تذهبوا تركناكم، وإن تأتوا نريكم مصارعكم.
قال المغيرة: فحمدت الله، وأثنيت عليه، ثم قلت: والله ما أخطأت من صفتنا شيئًا ولا من نعتنا، إن كنا لأبعد الناس دارًا، وأشد الناس جوعًا، وأشقى الناس شقاءً، وأبعد الناس من كل خير، حتى بعث الله - عز وجل - إلينا رسوله - صلى الله عليه وسلم - فوعدنا النصر في الدنيا والجنة في الآخرة، فوالله ما زلنا نتعرف من ربنا منذ جاءنا رسوله الفتح والنصر، حتى أتيناكم، وإنا والله لا نرجع إلى ذلك الشقاء أبدًا حتى نغلبكم على ما في أيديكم أو نُقتل بأرضكم، وإني أرى عليكم بِزّةً وهيئة ما أرى مَن خلفي يذهبون حتى يصيبوها.
قال المغيرة: فقلت في نفسي: لو جمعتُ ثيابي فوثبت وثبة، فقعدت مع هذا العلج «بندار» على سريره لعله يتطير؟ قال: فوجدت غفلة فوثبت، فإذا أنا معه على سريره، فصرخ «بندار» خذوه، فأخذه الجند وصاروا يطأونه بأرجلهم، فقال المغيرة: هكذا تفعلون بالرسل! فإنا لا نفعل هكذا ولا نفعل برسلكم هذا.
شعر «بندار» أن المغيرة بدأ يحطم من معنويات جنده، لأنه بدأ يُظهر عزّته الذي هذّبه بها الإسلام، وظهرت سوء أخلاقيات الفرس، فأراد أن يقطع هذه المناظرة فقال: إن شئتم قطعتم إلينا، وإن شئتم قطعنا إليكم.
فعاد المغيرة واستشار قائد الجيش النعمان، فقال النعمان: اعبروا..
أنشب النعمان القتال يوم الأربعاء، ودام على شكل مناوشات حادة إلى يوم الخميس، والحرب سجال بين الفريقين، وكان الفرس خلالها في خنادق.
وخشي المسلمون أن يطول الأمر فاستشار النعمان أصحابه، فتكلم قوم فردت آراؤهم، ثم تكلم طليحة فقال: أرى أن تبعث خيلًا مؤدبة، فيحدقوا بهم، ثم يرموا لينشبوا القتال، ويحمشوهم – أي يغضبوهم –، فإذا أحمشوهم واختلطوا بهم وأرادوا الخروج أرزوا – أي انضموا إلينا استطرادًا – أي خديعة -.. وأقر الجميع هذا الرأي، فأمر النعمان القعقاع أن ينشب القتال فأنشبه، فخرج الفرس من خنادقهم، فلما خرجوا نكص القعقاع بجنده، ثم نكص ثم نكص، وخرج الفرس جميعًا، فلم يبق أحد إلا حرس الأبواب، حتى انضم القعقاع إلى الناس، والنعمان والمسلمون على تعبيتهم في يوم جمعة في صدر النهار، وأقبل الفرس على الناس يرمونهم حتى أفشوا فيه الجراحات، والمسلمون يطلبون من النعمان الإذن بالقتال، وبقي النعمان يطلب منهم الصبر.
فلما جاء الزوال وتفيأت الأفياء وهبت الرياح أمر بالقتال، كل ذلك إحياء لسنة رسول الله صلى الله عليه وسلم الذي كان يختار هذا الوقت للقتال، وعندئذ ركب فرسه وبدأ يحرض المسلمين على القتال، ثم قال: فإن قُتلت، فالأمير بعدي حذيفة، وإن قتل فلان.. وعد سبعة.
وكبر النعمان التكبيرة الأولى ثم الثانية، ثم قال: اللهم اعزز دينك وانصر عبادك، واجعل النعمان أول شهيد اليوم على إعزاز دينك ونصر عبادك، اللهم إني أسألك أن تقر عيني اليوم بفتح يكون فيه عز الإسلام، أمنوا رحمكم الله. فبكى الناس.
وكبر النعمان التكبيرة الثالثة، وبدأ القتال، وأثناء تقدم القائد بدأ الفرس يتركون الساحة، وزلق بالقائد فرسه من كثرة الدماء في أرض المعركة، فصرع بين سنابك الخيل، وجاءه سهم في جنبه، فرآه أخوه نعيم فسجاه بثوب، وأخذ الراية قبل أن تقع، وناولها حذيفة بن اليمان فأخذها، وقال المغيرة: اكتموا مصاب أميركم حتى ننتظر ما يصنع الله فينا وفيهم؛ لئلا يهن الناس.
ولما زلق فرس النعمان به، لمحه معقل بن يسار فجاءه بقليل من الماء، فغسل عن وجهه التراب، فقال النعمان: من أنت؟ قال: أنا معقل بن يسار، قال: ما فعل الناس؟ قال: فتح الله عليهم، قال: الحمد لله، اكتبوا بذلك إلى عمر، وفاضت روحه.
ولما أظلم الليل، انهزم الفرس وهربوا دون قصد فوقعوا في واد، فكان واحدهم يقع فيقع معه ستة، فمات في هذه المعركة مائة ألف أو يزيد، قتل في الوادي فقط ثمانون ألفًا، وقتل ذو الحاجب، وهرب الفيرزان، وعلم بهربه القعقاع فتبعه هو ونعيم بن مقرن، فأدركاه في واد ضيق فيه قافلة كبيرة من بغال وحمير محملة عسلًا ذاهبة إلى كسرى، فلم يجد طريقًا فنزل عن دابته وصعد في الجبل ليختفي، فتبعه القعقاع راجلًا فقتله.
وحزن المسلمون على موت أميرهم، وبايعوا بعد المعركة أميرهم الجديد حذيفة، ودخلوا نهاوند عام 21هـ بعد أن فتحوها.

## وفيات المعركة
- عمرو بن معديكرب
- طليحة بن خويلد الأسدي
- النعمان بن مقرن المزني